# Janika Sprunger
Janika Sprunger (Bubendorf, 29 de mayo de 1987) es una jinete suiza que compite en la modalidad de salto ecuestre.
Ganó una medalla de bronce en el Campeonato Europeo de Saltos Ecuestres de 2015, en la prueba por equipos. Participó en los Juegos Olímpicos de Río de Janeiro 2016, ocupando el sexto lugar en la misma prueba.

## Palmarés internacional
| Campeonato Europeo | Campeonato Europeo | Campeonato Europeo | Campeonato Europeo |
| Año                | Lugar              | Medalla            | Categoría          |
| ------------------ | ------------------ | ------------------ | ------------------ |
| 2015               | Aquisgrán (RFA)    | Medalla de bronce  | Por equipos        |